# Pristimantis nyctophylax
Pristimantis nyctophylax е вид земноводно от семейство Strabomantidae. Видът е световно застрашен, със статут Уязвим.

## Разпространение
Разпространен е в Еквадор.